# Пляхова (заказник)
Пляхова — ландшафтний заказник місцевого значення в Україні. Розташований в Деснянському районі Києва.

## Історія
Заказник був створений рішенням Київської міської ради № 96/256 від 24.10.2002

## Опис
Розташований на території Дніпровського лісництва (Квартали 20 (літ. 25 - 41), 21 (літ. 13 - 22), 22 (літ. 10 - 26), 23 (літ. 10 - 18), 24 (літ. 22, 25 - 27), 25 (літ. 52 - 55), кв. 28 (літ. 4, 7 - 9, 24)). Перебуває у віданні комунального підприємства «Дарницьке лісопаркове господарство».
Площа заказника 100 га. Природний комплекс заплавних лісів у поєднанні з низинними болотами та озерами. Багатий тваринний світ комплексу.